# ۱۸۰۹
۱۸۰۹ (میلادی) هزار و هشتصد و نُه‌مین سال تقویم میلادی است.
در این صفحه وقایع مهم سال ۱۸۰۹ میلادی فهرست شده‌اند.

## رویدادها
- ۱۳ فوریه – بازگشت ژنرال گاردان نمایندهٔ ناپلئون بناپارت و همراهانش به فرانسه از تهران
- ۱۴ فوریه – ورود سر هارفورد جونز بریجز، نمایندهٔ انگلستان به تهران
- ۱۲ مارس – امضای پیمان مودت در تهران میان حکومت فتحعلی‌شاه قاجار و پادشاهی انگلستان
- ۱۴ ژوئن – چند هفته پس از آن که شاه شجاع درانی به جانشینی شاه محمود نشست پیمانی با بریتانیا به امضا رساند.
- ۱۶ ژوئیه – اعلام استقلال بولیوی از اسپانیا
- حکومت بمبئی دسته‌ای از افراد نیروی دریایی خود را به ساحل دزدان اعزام داشت تا با همکاری حکمران مسقط به مهاجمین دریازن یورش بزند. این نیرو در حملهٔ اول خود رأس الخیمه یعنی مرکز دریازنان را ویران کرد.

## زادروزها
- ۴ ژانویه - لوئیس بریل، مخترع فرانسوی و ابداع‌کننده خط بریل.
- ۱۹ ژانویه - ادگار آلن پو، نویسنده و شاعر آمریکایی.
- ۳ فوریه - فلیکس مندلسون، آهنگ‌ساز آلمانی.
- ۱۲ فوریه - آبراهام لینکلن، شانزدهمین رئیس‌جمهور آمریکا.
- ۱۲ فوریه - چارلز داروین، دانشمند و زیست‌شناس انگلیسی و بنیان‌گذار نظریهٔ تکامل
- ۲۷ مارس - بارون هاوسمن، طراح شهری معروف فرانسوی
- ۳۱ مارس - ادوارد فیتزجرالد - شاعر انگلیسی و نخستین برگردانندهٔ رباعیات عمر خیام به انگلیسی
- ۱ آوریل - نیکلای گوگول، نویسندهٔ بزرگ روسی
- ۱۵ فوریه – سایروس مک‌کورمیک، مخترع آمریکایی (د. ۱۸۸۴)
- ۲۴ مارس – ژوزف لیوویل، ریاضی‌دان، سیاست‌مدار، و مهندس فرانسوی (د. ۱۸۸۲)
- ۶ اوت – آلفرد تنیسون، شاعر بریتانیایی (د. ۱۸۹۲)
- ۲۷ اوت – هانیبال هملین، سیاست‌مدار و دیپلمات آمریکایی (د. ۱۸۹۱)
- ۲۹ اوت – الیور وندل هلمز، شاعر آمریکایی (د. ۱۸۹۴)
- ۲۷ نوامبر – فرانسیس آن کمبل، بازیگر بریتانیایی (د. ۱۸۹۳)
- ۲۴ دسامبر – کیت کارسون، افسر و کاشف آمریکایی (د. ۱۸۶۸)
- ۲۹ دسامبر – ویلیام اوارت گلدستون، سیاست‌مدار بریتانیایی (د. ۱۸۹۸)

## درگذشت‌ها
- ۷ مارس – یوهان آلبرشتس‌برگر، آهنگساز اتریشی (ز. ۱۷۳۶)
- ۱۱ اکتبر – مری‌وثر لوئیس، سرباز، کاشف، و سیاست‌مدار آمریکایی (ز. ۱۷۷۴)